# Mauricio Vicent
Mauricio Vicent (Madrid, 1963-Madrid, 11 de junio de 2023) fue un periodista español, corresponsal de prensa durante 20 años en Cuba.

## Biografía
En 1984 Mauricio Vicent tenía veinte años y, harto de un Madrid en plena época de la Movida, viajó a La Habana, donde decidió quedarse a estudiar. 
Era licenciado en Psicología en la Universidad de La Habana donde también realizó estudios de Derecho.
Desde 1991 hasta 2011 trabajó como corresponsal en Cuba del diario El País y de la Cadena SER, además de otros medios internacionales como Radio France Internacional.
Era un gran experto en la música cubana.
Regresó a España en el año 2011 tras la retirada de su credencial de periodista por parte del Gobierno cubano con la justificación de que ofrecía una "imagen parcial y negativa" del país. Después de una breve estancia en Madrid, volvió a La Habana y siguió escribiendo sobre cultura.
Murió en 2023 a los 60 años en Madrid, víctima de un ataque de asma que derivó en una crisis cardio-respiratoria.

## Vida personal
Era hijo del escritor Manuel Vicent.
Tuvo dos hijos que residen en Cuba.

## Premios
En 1998 obtuvo el premio del Club Internacional de Prensa de España al mejor trabajo periodístico en el extranjero. 
Fue finalista del Premio de Periodismo Cirilo Rodríguez en 1999.

## Obras

### Libros
- Crónicas de La Habana. Un gallego en la Cuba socialista, 2016. Astiberri  Ediciones. Con dibujos de Juan Padrón.[10]
- La Habana 500 años. 2019. Editorial Geoplaneta.  Ilustrado por Javier Mariscal. [11]
- Los compañeros del Che. 1997.  Editorial Assouline.  Libro de entrevistas con fotos de Francis Giacobett.
- Havana: Autos & Architecture.  Con el arquitecto británico Norman Foster.  2016. Editorial Yvory Press.  Esta publicación tuvo también la colaboración de Juan Padrón.[12]
- Donde Cuba comienza. 2015. Editorial Planeta. [13]

### Guiones
- Música para vivir, película de Manuel Gutiérrez Aragón.[14]

### Películas
- Baracoa 500 años después, documental con guion y dirección suyos.[15]